# Porto de Chancay
O Porto de Chancay é um terminal portuário de alta capacidade, localizado em Chancay, província de Huaral, departamento de Lima, no Peru. O porto está localizado a 80 km ao norte de Lima, e entrou em operação durante o quarto trimestre de 2024, com um movimento aproximado de 1 milhão de contêiners anuais numa primeira etapa e com posteriores ampliações, se prevêem atingir os 1.5 milhões de contêiners. É um porto com 10 berços de atracação, operado pela empresa Vulcão Companhia Mineira. Podem atracar embarcações maiores (pós-panamax), e suas operações reduzem em 15 dias o transporte marítimo partindo do Peru até a China, com uma rota direta até o continente asiático.
A empresa encarregada da construção é Cosco Shipping Ports, uma das maiores empresas Chinesas.

## Características
O Porto de Chancay apresenta importantes vantagens comparativas como o seu calado natural próximo a 20 m, a sua localização geográfica estratégica na costa central do Peru próxima ao Porto de Callao, ao aeroporto internacional Jorge Chávez, ao corredor interoceánico Amazonas Centro do IIRSA e com fácil acesso. Devido à grande dimensão do projeto, poderá receber embarcações de até 18,000 TEU de capacidade, considerados os maiores navios do mundo.
A obra tem três componentes: a zona de operações portuárias, onde serão realizadas as atividades relacionadas com o embarque. Outra parte é o complexo de rendimento e inclui o anteporto veicular, portas de rendimento, área de inspeções de aduanas, escritórios administrativos e áreas de serviços logísticos e de apoio e o túnel interconector.

## Controvérsias
Em 2022, uma seção do túnel que interliga o porto com o anteporto veicular cedeu devido a erros de execução do projeto de engenharia, afetando mais de 10 moradias na superfície. Em maio de 2023, a população prejudicada protestava contra a empresa já que, passado um ano desde o acontecimento, nenhum representante da companhia fazia-se presente para o reparo por danos.
Em outubro de 2023, uma reportagem do jornal econômico Financial Times tornou público que o Governo federal dos Estados Unidos expressou «preocupação» junto ao governo peruano pelo controle de infra-estrutura estratégica em território peruano por parte de empresas públicas chinesas - vinculadas por sua vez ao Partido Comunista Chinês -, como no transporte marítimo com a construção deste porto, além do controle de empresas em setores como a energia elétrica e a mineração no país.